# Хемминг (граф Фризии)
Хемминг (дат. Hemming; IX век) — викинг-дан, в середине IX века правивший областью Рюстринген в Восточной Фризии.

## Биография
По свидетельству средневековых исторических источников, Хемминг был племянником короля Дании Харальда Клака. Предполагается, что его отцом мог быть Ануло, скончавшийся в 812 году брат короля Харальда. Если это предположение верно, то Хемминг принадлежал к роду Скьёльдунгов. Его родным братом в этом случае был Харальд Младший, двоюродным братом — Готфрид Харальдссон, дядей — его тёзка Хемминг Хальфданссон, а одним из ближайших родственников — Рёрик Ютландский.
Первые упоминания о Хемминге во франкских анналах датируются 841 годом, когда он и его брат Харальд Младший поступили на службу к императору Лотарю I. Правитель франков наделил братьев графскими титулами, дав им совместно в управление часть Фризии. Наделение скандинавских вождей властью над прибрежными областями Франкской империи в то время было широко распространено. Вероятно, Каролинги считали, что наиболее эффективную оборону этих земель от постоянных нападений викингов могут вести только их соотечественники скандинавы, знавшие особенности военной тактики норманнов.